# Crișan, Tulcea
Crișan là một xã thuộc hạt Tulcea, România. Dân số thời điểm năm 2002 là 1412 người.